# Тиранин (сериал)
„Тиранин“ (на английски: Tyrant) е американски драматичен сериал по идея на Гидиън Раф и разработен от Хауърд Гордън и Крейг Райт. Премиерата на сериала е на 24 юни 2014 г. по FX. Подновен е за втори сезон с 12 епизода, който започва на 16 юни 2015 г. На 8 октомври 2015 г. е подновен за трети сезон с 10 епизода, на който премиерата е на 6 юли 2016 г. На 7 септември 2016 г. FX обявява, че сериалът е спрян след три сезона.

## „Тиранин“ в България
В България сериалът започва излъчване на 13 ноември 2014 г. по Fox, всеки четвъртък от 21:00. Първи сезон завършва на 22 януари 2015 г. На 28 юли започва втори сезон, всеки вторник от 22:00 и приключва на 13 октомври. На 15 юли 2016 г. започва трети сезон, всеки петък от 22:00 и завършва на 16 септември. Дублажът е на студио Доли. Ролите се озвучават от артистите Гергана Стоянова, Таня Димитрова, Васил Бинев, Илиян Пенев и Чавдар Монов.

## Епизоди
|  | 1 | 10 | 24 юни 2014 г. | 26 август 2014 г.   |
|  | 2 | 12 | 16 юни 2015 г. | 1 септември 2015 г. |
|  | 3 | 10 | 6 юли 2016 г.  | 7 септември 2016 г. |